# كانتون سانتا كروز
كانتون سانتا كروز (بالإنجليزية: Santa Cruz Canton, Ecuador)‏ هو كانتون في الإكوادور، يتبع مقاطعة غالاباغوس، عاصمته Puerto Ayora ‏.